# Medalistki mistrzostw Polski seniorów w biegu na 800 metrów
Medalistki mistrzostw Polski seniorów w biegu na 800 metrów – zdobywczynie medali seniorskich mistrzostw Polski w konkurencji biegu na 800 metrów.
Bieg na 800 m kobiet jest rozgrywany na mistrzostwach kraju od ich mistrzostw w 1928, które odbyły się w Krakowie (wcześniej, w latach 1926 i 1927 rozgrywano mistrzostwa w biegu na 1000 metrów). Pierwszą w historii mistrzynią Polski została zawodniczka Roździenia Szopienice Gertruda Kilos, która uzyskała wynik 2:31,6.
W latach 1949–1951 w miejsce biegu na 800 metrów rozgrywano na mistrzostwach bieg na 500 metrów.
Najwięcej medali mistrzostw Polski (jedenaście) zdobyła Angelika Cichocka, a najwięcej złotych (po siedem) Anna Rostkowska i Danuta Wierzbowska.
Aktualny rekord mistrzostw Polski seniorów w biegu na 800 metrów wynosi 1:59,89 i został ustanowiony przez Jolantę Januchtę podczas mistrzostw w 1980 w Łodzi.

## Medalistki
| NR – rekord kraju \| PB – rekord życiowy \| SB – najlepszy wynik w sezonie \| NL – najlepszy wynik w polskich tabelach w sezonie |

| Mistrzostwa              | 1. miejsce                             | Rezultat   | 2. miejsce                             | Rezultat   | 3. miejsce                                    | Rezultat   |
| 1922-1927                | nie rozgrywano                         |            |                                        |            |                                               |            |
| Kraków 1928              | Gertruda Kilos Roździeń Szopienice     | 2:31,6     | Otylia Tabacka KKS Katowice            | o 5 m      | Leokadia Wieczorkiewicz AZS Warszawa          |            |
| Warszawa 1929            | Otylia Tabacka KKS Katowice            | (-4 m)     | Leokadia Wieczorkiewicz AZS Warszawa   | (-1 m)     | Janina Fischer-Sawczak Cracovia               | 2;42,0     |
| Bydgoszcz 1930           | Otylia Tabacka Stadion Królewska Huta  | 2:35,6     | Gertruda Kilos KPW Katowice            | 2:38,0     | Maria Niewodowska Warta Poznań                | 2:39,6     |
| Warszawa 1931            | Gertruda Kilos Pogoń Katowice          | 2:29,8     | Maria Szuas Pogoń Katowice             | 2:31,4     | Irena Świderska AZS Poznań                    | 2:34,0     |
| Łódź 1932                | Irena Świderska AZS Poznań             | 2:32,4     | Erna Lebek Pogoń Katowice              | 2:36,6     | Jadwiga Nowacka AZS Warszawa                  | 0 2 m      |
| Królewska Huta 1933      | Jadwiga Nowacka AZS Warszawa           | 2:29,6     | Irena Świderska AZS Poznań             | 2:32,4     | Jadwiga Głażewska ŁKS Łódź                    | 2:32,6     |
| Warszawa 1934            | Irena Świderska AZS Poznań             | 2:22,8     | Jadwiga Nowacka AZS Warszawa           | 2:27,0     | Maria Szuas Pogoń Katowice                    | 2:34,0     |
| Kraków 1935              | Irena Świderska AZS Poznań             | 2:33,4     | Bella Hornstein Hasmonea Lwów          | 2:37,4     | Jadwiga Nowacka AZS Warszawa                  | 2:39,4     |
| Łódź 1936                | Jadwiga Nowacka AZS Warszawa           | 2:29,9     | Bella Hornstein Hasmonea Lwów          | 2:33,6     | Jadwiga Wodnicka Zjednoczeni Łódź             | 2:37,0     |
| Bydgoszcz 1937           | Bella Hornstein Hasmonea Lwów          | 2:44,9     | Klara Suchocka AZS Warszawa            | 2:49,6     | Maria Mąka Ciszewski Bydgoszcz                | 2:49,8     |
| Grudziądz 1938           | Gertruda Iwczok Stadion Chorzów        | 2:28,1     | Bella Hornstein Hasmonea Lwów          | 2:28,5     | Halina Zborowska Polonia Warszawa             | 2:36,4     |
| Chorzów 1939             | Halina Zborowska Polonia Warszawa      | 2:32,0     | Kazimiera Figuła Legia Kraków          | 2:33,4     | Stanisława Pomykalska Legia Kraków            | 2:35,6     |
| 1940-1944                | nie rozgrywano                         |            |                                        |            |                                               |            |
| Łódź 1945                | Jadwiga Kalbarczyk BOS Warszawa        | 2:45,0     | Helena Stachowicz Legia Warszawa       | 2:49,0     | Polakowska ZUM Bydgoszcz                      | 2:49,9     |
| Kraków 1946              | Maria Mieszkowska Syrena Warszawa      | 2:37,9     | Halina Malska Wisła Kraków             | 2:40,0     | Wanda Wasielewska Huta Zgoda                  | 2:43,7     |
| Katowice 1947            | Wanda Wasielewska Zgoda Świętochłowice | 2:34,1     | Stefania Bulge HKS Kraków              | 2:35,8     | Zofia Grabczyńska HKS Kraków                  | 2:37,3     |
| Bydgoszcz 1948           | Genowefa Cieślik Lechia Poznań         | 2:29,8     | Stefania Bulge HKS Kraków              | 2:33,5     | Anna Bulge HKS Kraków                         | 2:35,0     |
| 1949-1951                | nie rozgrywano                         |            |                                        |            |                                               |            |
| Wrocław 1952             | Bożena Pestka Spójnia Gdańsk           | 2:17,6     | Czesława Gryczka Stal Stalowa Wola     | 2:20,0     | Konstancja Żakowska CWKS Warszawa             | 2:20,4     |
| Warszawa 1953            | Bożena Pestka Spójnia Gdańsk           | 2:23,0     | Michalina Wawrzynek Stal Katowice      | 2:23,2     | Halina Grodecka Ogniwo Kraków                 | 2:23,6     |
| Warszawa 1954            | Bożena Pestka Spójnia Gdańsk           | 2:13,0 NR  | Halina Gabor Włókniarz Otmęt           | 2:15,0     | Irena Zarzycka Ogniwo Warszawa                | 2:15,9     |
| Łódź 1955                | Bożena Pestka Spójnia Gdańsk           | 2:16,8     | Halina Gabor Włókniarz Otmęt           | 2:17,6     | Zofia Walkiewicz Kolejarz Poznań              | 2:19,0     |
| Zabrze 1956              | Halina Gabor Włókniarz Otmęt           | 2:18,8     | Bożena Pestka Sparta Gdańsk            | 2:19,2     | Halina Grodecka Gwardia Warszawa              | 2:20,5     |
| Poznań 1957              | Beata Żbikowska Zawisza Bydgoszcz      | 2:16,8     | Halina Gabor Silesia Otmęt             | 2:17,7     | Wanda Zwolińska Społem Łódź                   | 2:20,5     |
| Bydgoszcz 1958           | Krystyna Nowakowska KSZO Ostrowiec     | 2:14,8     | Beata Żbikowska Budowlani Bydgoszcz    | 2:15,2     | Zofia Walasek Start Katowice                  | 2:16,1     |
| Gdańsk 1959              | Krystyna Nowakowska Legia Warszawa     | 2:09,5     | Beata Żbikowska Budowlani Bydgoszcz    | 2:09,6     | Karolina Łukaszczyk Zawisza Bydgoszcz         | 2:10,8     |
| Olsztyn 1960             | Krystyna Nowakowska Legia Warszawa     | 2:11,1     | Zofia Walasek Start Katowice           | 2:11,5     | Beata Żbikowska Budowlani Bydgoszcz           | 2:11,6     |
| Nowa Huta 1961           | Zofia Walasek Start Katowice           | 2:13,9     | Pelagia Truchan AZS Wrocław            | 2:16,6     | Rosita Ziemba Warta Gorzów                    | 2:16,6     |
| Warszawa 1962            | Krystyna Nowakowska Legia Warszawa     | 2:08,3 NR  | Beata Żbikowska Budowlani Bydgoszcz    | 2:11,0     | Pelagia Truchan AZS Wrocław                   | 2:13,0     |
| Bydgoszcz 1963           | Henryka Jóźwik Budowlani Kielce        | 2:14,8     | Maria Mróz Budowlani Bydgoszcz         | 2:15,4     | Pelagia Truchan AZS Wrocław                   | 2:15,9     |
| Warszawa 1964            | Danuta Sobieska Gwardia Olsztyn        | 2:10,2     | Henryka Jóźwik Budowlani Kielce        | 2:10,4     | Maria Mróz Budowlani Bydgoszcz                | 2:10,4     |
| Szczecin 1965            | Danuta Sobieska Gwardia Olsztyn        | 2:10,4     | Krystyna Nowakowska Legia Warszawa     | 2:10,8     | Maria Mróz Budowlani Bydgoszcz                | 2:12,4     |
| Poznań 1966              | Danuta Sobieska Gwardia Olsztyn        | 2:11,9     | Krystyna Nowakowska Legia Warszawa     | 2:12,2     | Teresa Jędrak Jagiellonia Białystok           | 2:12,4     |
| Chorzów 1967             | Danuta Sobieska Gwardia Olsztyn        | 2:12,0     | Czesława Nowak ŁKS Łódź                | 2:12,4     | Teresa Jędrak Jagiellonia Białystok           | 2:13,2     |
| Zielona Góra 1968        | Zofia Kołakowska Spójnia Warszawa      | 2:08,0     | Halina Domańska Wybrzeże Gdańsk        | 2:09,7     | Wanda Witter Lumel Zielona Góra               | 2:09,7     |
| Kraków 1969              | Zofia Kołakowska Spójnia Warszawa      | 2:09,9     | Halina Domańska Wybrzeże Gdańsk        | 2:10,8     | Jadwiga Kalinowska Spójnia Warszawa           | 2:11,0     |
| Warszawa 1970            | Danuta Wierzbowska Gwardia Olsztyn     | 2:05,8     | Zofia Kołakowska Spójnia Warszawa      | 2:06,7     | Krystyna Sładek Pogoń Ruda Śląska             | 2:08,5     |
| Warszawa 1971            | Elżbieta Skowrońska Spójnia Warszawa   | 2:07,8     | Zdzisława Robaszewska ŁKS Łódź         | 2:10,2     | Renata Kubisz Resovia Rzeszów                 | 2:10,5     |
| Warszawa 1972            | Danuta Wierzbowska Gwardia Olsztyn     | 2:04,0     | Zofia Kołakowska Spójnia Warszawa      | 2:05,8     | Anna Bukis Skra Warszawa                      | 2:06,0     |
| Warszawa 1973            | Danuta Wierzbowska Gwardia Olsztyn     | 2:06,0     | Krystyna Lech Górnik Zabrze            | 2:06,4     | Anna Bełtowska MKS-AZS Kraków                 | 2:06,8     |
| Warszawa 1974            | Jolanta Januchta Piast Gliwice         | 2:03,7     | Danuta Siemieniuk Podlasie Białystok   | 2:07,7     | Krystyna Lech Górnik Zabrze                   | 2:05,7     |
| Bydgoszcz 1975           | Elżbieta Katolik Wisła Kraków          | 2:01,2     | Barbara Waśniewska AZS Warszawa        | 2:03,6     | Anna Bukis Skra Warszawa                      | 2:04,2     |
| Bydgoszcz 1976           | Elżbieta Katolik Wisła Kraków          | 2:01,1     | Jolanta Januchta AZS Poznań            | 2:03,6     | Anna Bukis Skra Warszawa                      | 2:06,7     |
| Bydgoszcz 1977           | Jolanta Januchta AZS Poznań            | 2:05,1     | Ewa Głódź Juvenia Wrocław              | 2:05,9     | Joanna Tomoń Lubtour Zielona Góra             | 2:06,8     |
| Warszawa 1978            | Jolanta Januchta Gwardia Warszawa      | 2:04,0     | Elżbieta Katolik Wisła Kraków          | 2:04,3     | Anna Bukis Skra Warszawa                      | 2:04,6     |
| Poznań 1979              | Jolanta Januchta Gwardia Warszawa      | 2:00,5     | Wanda Stefańska Gwardia Warszawa       | 2:04,7     | Urszula Heldt Piast Gliwice                   | 2:06,7     |
| Łódź 1980                | Jolanta Januchta Gwardia Warszawa      | 1:59,89    | Anna Bukis Skra Warszawa               | 2:02,12    | Brygida Brzęczek Piast Gliwice                | 2:04,79    |
| Zabrze 1981              | Anna Rybicka AZS Wrocław               | 2:00,17    | Anna Bukis Skra Warszawa               | 2:00,24    | Ewa Głódź AZS-AWF Wrocław                     | 2:00,48    |
| Lublin 1982              | Wanda Stefańska Gwardia Warszawa       | 2:05,58    | Anna Rybicka AZS Wrocław               | 2:07,37    | Brygida Bąk Chemik Kędzierzyn                 | 2:07,90    |
| Bydgoszcz 1983           | Jolanta Januchta Gwardia Warszawa      | 2:01,59    | Ewa Głódź AZS Wrocław                  | 2:02,62    | Wanda Stefańska Gwardia Warszawa              | 2:04,03    |
| Lublin 1984              | Brygida Bąk Chemik Kędzierzyn          | 2:02,51    | Jolanta Januchta Gwardia Warszawa      | 2:03,17    | Grażyna Kowina Kłos Olkusz                    | 2:03,93    |
| Bydgoszcz 1985           | Wanda Wójtowiec Gwardia Warszawa       | 2:03,42    | Brygida Bąk Chemik Kędzierzyn          | 2:03,61    | Anna Rybicka AZS Wrocław                      | 2:03,69    |
| Grudziądz 1986           | Grażyna Kowina Kłos Olkusz             | 2:02,52    | Brygida Bąk Chemik Kędzierzyn          | 2:02,63    | Anna Rybicka AZS Wrocław                      | 2:02,72    |
| Poznań 1987              | Wanda Wójtowiec Gwardia Warszawa       | 2:02,78    | Dorota Buczkowska Start Lublin         | 2:03,03    | Ewa Głódź AZS Wrocław                         | 2:03,05    |
| Grudziądz 1988           | Małgorzata Rydz Budowlani Częstochowa  | 2:03,05    | Dorota Dziak Chemik Kędzierzyn         | 2:03,47    | Joanna Siemieniuk AZS Wrocław                 | 2:03,82    |
| Kraków 1989              | Dorota Buczkowska Start Lublin         | 2:02,72    | Jolanta Wieprzkowicz Start Łódź        | 2:02,92    | Joanna Siemieniuk AZS-AWF Wrocław             | 2:04,57    |
| Piła 1990                | Joanna Siemieniuk AZS-AWF Wrocław      | 2:02,77    | Małgorzata Rydz Budowlani Częstochowa  | 2:02,93    | Jolanta Wieprzkowicz Start Łódź               | 2:04,82    |
| Kielce 1991              | Małgorzata Rydz Budowlani Częstochowa  | 2:03,17    | Marzena Wojdecka Start Łódź            | 2:05,03    | Anna Brzezińska Gwardia Opole                 | 2:05,29    |
| Warszawa 1992            | Małgorzata Rydz Budowlani Częstochowa  | 2:03,17    | Anna Brzezińska Gwardia Opole          | 2:04,14    | Dorota Kata Budowlani Częstochowa             | 2:05,17    |
| Kielce 1993              | Małgorzata Rydz Budowlani Częstochowa  | 2:02,65    | Anna Brzezińska Gwardia Opole          | 2:03,50    | Anna Jakubczak Skra Warszawa                  | 2:06,72    |
| Piła 1994                | Anna Jakubczak Skra Warszawa           | 2:03,73    | Grażyna Penc Stal Społem Stalowa Wola  | 2:05,29    | Agnieszka Gołębiowska AZS Lublin              | 2:07,73    |
| Warszawa 1995            | Małgorzata Rydz Budowlani Częstochowa  | 2:03,39    | Anna Brzezińska Gwardia Opole          | 2:03,49    | Agnieszka Gołębiowska AZS Lublin              | 2:05,56    |
| Piła 1996                | Lidia Chojecka WLKS Siedlce            | 2:06,36    | Agnieszka Gołębiowska AZS Lublin       | 2:06,87    | Iwona Stasiak Żeglina Sieradz                 | 2:08,64    |
| Bydgoszcz 1997           | Anna Jakubczak Skra Warszawa           | 2:02,20    | Dorota Fiut Zawisza Bydgoszcz          | 2:02,97    | Aleksandra Dereń AZS-AWF Gorzów Wlkp.         | 2:03,84    |
| Wrocław 1998             | Aleksandra Dereń WLKS Siedlce          | 2:00,80    | Anna Jakubczak Skra Warszawa           | 2:01,45    | Anna Łopaciuch AZS-AWF Katowice               | 2:04,07    |
| Kraków 1999              | Anna Jakubczak Skra Warszawa           | 2:05,52    | Aleksandra Dereń WLKS Siedlce          | 2:06,25    | Dorota Fiut Skra Warszawa                     | 2:07,24    |
| Kraków 2000              | Anna Zagórska AZS-AWF Wrocław          | 2:04,25    | Małgorzata Jamróz Eris Piaseczno       | 2:04,96    | Dorota Fiut Skra Warszawa                     | 2:05,30    |
| Bydgoszcz 2001           | Anna Zagórska AZS-AWF Wrocław          | 2:04,70    | Małgorzata Jamróz Warszawianka         | 2:05,05    | Joanna Kaczor Znicz Biłgoraj                  | 2:05,27    |
| Szczecin 2002            | Anna Zagórska AZS-AWF Wrocław          | 2:08,84    | Joanna Kaczor Znicz Biłgoraj           | 2:08,90    | Joanna Buza Start Lublin                      | 2:08,92    |
| Bielsko-Biała 2003       | Anna Zagórska AZS-AWF Wrocław          | 2:05,55    | Joanna Buza Start Lublin               | 2:06,67    | Joanna Kaczor Znicz Biłgoraj                  | 2:07,01    |
| Bydgoszcz 2004           | Anna Zagórska AZS-AWF Wrocław          | 2:04,44    | Joanna Kaczor Znicz Biłgoraj           | 2:05,47    | Joanna Buza Start Lublin                      | 2:06,06    |
| Biała Podlaska 2005      | Ewelina Sętowska AZS-AWF Warszawa      | 2:02,17    | Anna Jakubczak Agros Zamość            | 2:03,06    | Joanna Buza Start Lublin                      | 2:03,77    |
| Bydgoszcz 2006           | Aneta Lemiesz Warszawianka             | 2:00,90    | Ewelina Sętowska AZS-AWF Warszawa      | 2:01,45    | Lidia Chojecka Pogoń Siedlce                  | 2:02,37    |
| Poznań 2007              | Ewelina Sętowska-Dryk AZS-AWF Warszawa | 2:03,62    | Joanna Kuś AZS-AWF Katowice            | 2:04,45    | Lidia Chojecka Warszawianka                   | 2:04,46    |
| Szczecin 2008            | Anna Rostkowska Athletics Jakać Młoda  | 2:01,90    | Ewelina Sętowska-Dryk AZS-AWF Warszawa | 2:02,50    | Agnieszka Sowińska Sporting Międzyzdroje      | 2:03,21    |
| Bydgoszcz 2009           | Anna Rostkowska Athletics Jakać Młoda  | 2:06,12    | Angelika Cichocka Talex Borzytuchom    | 2:06,86    | Justyna Zembrzuska AZS-AWF Warszawa           | 2:07,40    |
| Bielsko-Biała 2010       | Renata Pliś Maraton Świnoujście        | 2:01,92    | Angelika Cichocka Talex Borzytuchom    | 2:03,04    | Justyna Zembrzuska AZS-AWF Warszawa           | 2:03,57    |
| Bydgoszcz 2011           | Angelika Cichocka Talex Borzytuchom    | 2:01,09    | Danuta Urbanik Victoria Stalowa Wola   | 2:01,36    | Renata Pliś Maraton Świnoujście               | 2:02,55    |
| Bielsko-Biała 2012       | Angelika Cichocka Talex Borzytuchom    | 2:01,71 SB | Ewelina Sętowska-Dryk AZS-AWF Warszawa | 2:02,54    | Danuta Urbanik Victoria Stalowa Wola          | 2:04,39    |
| Toruń 2013               | Angelika Cichocka Talex Borzytuchom    | 2:03,26    | Anna Rostkowska Prefbet Śniadowo Łomża | 2:03,34    | Joanna Jóźwik AZS-AWF Warszawa                | 2:03,76    |
| Szczecin 2014            | Joanna Jóźwik AZS-AWF Warszawa         | 2:02,27    | Angelika Cichocka Talex Borzytuchom    | 2:02,73    | Paulina Mikiewicz Podlasie Białystok          | 2:03,87    |
| Kraków 2015              | Joanna Jóźwik AZS-AWF Warszawa         | 2:02,99    | Angelika Cichocka SKLA Sopot           | 2:03,28    | Syntia Ellward Flota Gdynia                   | 2:04,72    |
| Bydgoszcz 2016           | Angelika Cichocka SKLA Sopot           | 2:10,62    | Joanna Jóźwik AZS-AWF Warszawa         | 2:10,90    | Paulina Mikiewicz-Łapińska Podlasie Białystok | 2:11,45    |
| Białystok 2017           | Angelika Cichocka SKLA Sopot           | 2:00,91 SB | Joanna Jóźwik AZS-AWF Warszawa         | 2:01,58    | Paulina Mikiewicz-Łapińska Podlasie Białystok | 2:02,96 SB |
| Lublin 2018              | Anna Sabat Resovia Rzeszów             | 2:06,14    | Angelika Cichocka SKLA Sopot           | 2:06,37    | Paulina Mikiewicz-Łapińska Podlasie Białystok | 2:07,29    |
| Radom 2019               | Anna Sabat Resovia Rzeszów             | 2:02,94    | Joanna Jóźwik AZS-AWF Katowice         | 2:03,46    | Martyna Galant OŚ AZS Poznań                  | 2:04,29 SB |
| Włocławek 2020           | Joanna Jóźwik AZS-AWF Katowice         | 2:04,52    | Angelika Cichocka SKLA Sopot           | 2:04,64    | Anna Sabat Resovia Rzeszów                    | 2:05,12    |
| Poznań 2021              | Angelika Sarna AZS-AWF Warszawa        | 2:00,28    | Anna Wielgosz Resovia Rzeszów          | 2:00,57 SB | Joanna Jóźwik AZS-AWF Katowice                | 2:00,73    |
| Suwałki 2022             | Anna Wielgosz Resovia Rzeszów          | 2:03,08    | Margarita Koczanowa AZS AWF Kraków     | 2:04,03    | Adrianna Czapla AZS UMCS Lublin               | 2:04,10    |
| Gorzów Wielkopolski 2023 | Anna Wielgosz CWKS Resovia Rzeszów     | 2:01,02    | Angelika Sarna KS AZS AWF Warszawa     | 2:01,82    | Margarita Koczanowa KS AZS AWF Kraków         | 2:02,20    |
| Bydgoszcz 2024           | Anna Wielgosz CWKS Resovia Rzeszów     | 2:01,18    | Angelika Sarna KS AZS AWF Warszawa     | 2:01,42    | Martyna Galant OŚ AZS Poznań                  | 2:02,01    |

## Klasyfikacja medalowa
W historii mistrzostw Polski seniorów na podium tej imprezy stanęły w sumie 103 biegaczki. Najwięcej medali – 11 – wywalczyła Angelika Cichocka, a najwięcej złotych (po 7) Anna Rostkowska i Danuta Wierzbowska. W tabeli kolorem wyróżniono zawodniczki, którzy wciąż są czynnymi lekkoatletkami.
| Lp. | Zawodniczka                | Złoto | Srebro | Brąz | Razem |
| 1.  | Anna Rostkowska            | 7     | 1      | 0    | 8     |
| 2.  | Danuta Wierzbowska         | 7     | 0      | 0    | 7     |
| 3.  | Jolanta Januchta           | 6     | 2      | 0    | 8     |
| 4.  | Angelika Cichocka          | 5     | 6      | 0    | 11    |
| 5.  | Anna Wielgosz              | 5     | 1      | 1    | 7     |
| 6.  | Małgorzata Rydz            | 5     | 1      | 0    | 6     |
| 7.  | Krystyna Nowakowska        | 4     | 2      | 0    | 6     |
| 8.  | Bożena Pestka              | 4     | 1      | 0    | 5     |
| 9.  | Joanna Jóźwik              | 3     | 3      | 2    | 8     |
| 10. | Anna Jakubczak             | 3     | 2      | 1    | 6     |
| 11. | Jadwiga Kalbarczyk         | 3     | 1      | 2    | 6     |
| 12. | Irena Świderska            | 3     | 1      | 1    | 5     |
| 12. | Wanda Wójtowiec            | 3     | 1      | 1    | 5     |
| 14. | Elżbieta Katolik           | 3     | 1      | 0    | 4     |
| 15. | Ewelina Sętowska-Dryk      | 2     | 3      | 0    | 5     |
| 16. | Zofia Kołakowska           | 2     | 2      | 0    | 4     |
| 17. | Gertruda Kilos             | 2     | 1      | 0    | 3     |
| 17. | Otylia Tabacka             | 2     | 1      | 0    | 3     |
| 19. | Beata Żbikowska            | 1     | 3      | 1    | 5     |
| 20. | Halina Gabor               | 1     | 3      | 0    | 4     |
| 20. | Bella Hornstein            | 1     | 3      | 0    | 4     |
| 22. | Brygida Bąk                | 1     | 2      | 2    | 5     |
| 23. | Angelika Sarna             | 1     | 2      | 0    | 3     |
| 24. | Anna Rybicka               | 1     | 1      | 2    | 4     |
| 24. | Zofia Walasek              | 1     | 1      | 2    | 4     |
| 26. | Aleksandra Dereń           | 1     | 1      | 1    | 3     |
| 27. | Dorota Buczkowska          | 1     | 1      | 0    | 2     |
| 27. | Henryka Jóźwik             | 1     | 1      | 0    | 2     |
| 29. | Lidia Chojecka             | 1     | 0      | 2    | 3     |
| 29. | Joanna Siemieniuk          | 1     | 0      | 2    | 3     |
| 31. | Grażyna Kowina             | 1     | 0      | 1    | 2     |
| 31. | Renata Pliś                | 1     | 0      | 1    | 2     |
| 31. | Wanda Wasielewska          | 1     | 0      | 1    | 2     |
| 31. | Halina Zborowska           | 1     | 0      | 1    | 2     |
| 35. | Genowefa Cieślik           | 1     | 0      | 0    | 1     |
| 35. | Gertruda Iwczok            | 1     | 0      | 0    | 1     |
| 35. | Aneta Lemiesz              | 1     | 0      | 0    | 1     |
| 35. | Maria Mieszkowska          | 1     | 0      | 0    | 1     |
| 39. | Anna Brzezińska            | 0     | 3      | 1    | 4     |
| 40. | Anna Bukis                 | 0     | 2      | 4    | 6     |
| 41. | Ewa Głódź                  | 0     | 2      | 2    | 4     |
| 41. | Joanna Kaczor              | 0     | 2      | 2    | 4     |
| 43. | Stefania Bulge             | 0     | 2      | 0    | 2     |
| 43. | Halina Domańska            | 0     | 2      | 0    | 2     |
| 43. | Małgorzata Jamróz          | 0     | 2      | 0    | 2     |
| 46. | Joanna Buza                | 0     | 1      | 3    | 4     |
| 47. | Dorota Fiut                | 0     | 1      | 2    | 3     |
| 47. | Agnieszka Gołębiowska      | 0     | 1      | 2    | 3     |
| 47. | Maria Mróz                 | 0     | 1      | 2    | 3     |
| 47. | Pelagia Truchan            | 0     | 1      | 2    | 3     |
| 51. | Margarita Koczanowa        | 0     | 1      | 1    | 2     |
| 51. | Krystyna Lech              | 0     | 1      | 1    | 2     |
| 51. | Maria Szuas                | 0     | 1      | 1    | 2     |
| 51. | Danuta Urbanik             | 0     | 1      | 1    | 2     |
| 51. | Leokadia Wieczorkiewicz    | 0     | 1      | 1    | 2     |
| 51. | Jolanta Wieprzkowicz       | 0     | 1      | 1    | 2     |
| 57. | Dorota Dziak               | 0     | 1      | 0    | 1     |
| 57. | Kazimiera Figuła           | 0     | 1      | 0    | 1     |
| 57. | Czesława Gryczka           | 0     | 1      | 0    | 1     |
| 57. | Joanna Kuś                 | 0     | 1      | 0    | 1     |
| 57. | Erna Lebek                 | 0     | 1      | 0    | 1     |
| 57. | Halina Malska              | 0     | 1      | 0    | 1     |
| 57. | Czesława Nowak             | 0     | 1      | 0    | 1     |
| 57. | Grażyna Penc               | 0     | 1      | 0    | 1     |
| 57. | Zdzisława Robaszewska      | 0     | 1      | 0    | 1     |
| 57. | Danuta Siemieniuk          | 0     | 1      | 0    | 1     |
| 57. | Helena Stachowicz          | 0     | 1      | 0    | 1     |
| 57. | Klara Suchocka             | 0     | 1      | 0    | 1     |
| 57. | Barbara Waśniewska         | 0     | 1      | 0    | 1     |
| 57. | Michalina Wawrzynek        | 0     | 1      | 0    | 1     |
| 57. | Marzena Wojdecka           | 0     | 1      | 0    | 1     |
| 72. | Paulina Mikiewicz-Łapińska | 0     | 0      | 4    | 4     |
| 73. | Martyna Galant             | 0     | 0      | 2    | 2     |
| 73. | Halina Grodecka            | 0     | 0      | 2    | 2     |
| 73. | Teresa Jędrak              | 0     | 0      | 2    | 2     |
| 73. | Justyna Zembrzuska         | 0     | 0      | 2    | 2     |
| 77. | Anna Bełtowska             | 0     | 0      | 1    | 1     |
| 77. | Anna Bulge                 | 0     | 0      | 1    | 1     |
| 77. | Adrianna Czapla            | 0     | 0      | 1    | 1     |
| 77. | Syntia Ellward             | 0     | 0      | 1    | 1     |
| 77. | Janina Fischer-Sawczak     | 0     | 0      | 1    | 1     |
| 77. | Jadwiga Głażewska          | 0     | 0      | 1    | 1     |
| 77. | Zofia Grabczyńska          | 0     | 0      | 1    | 1     |
| 77. | Urszula Heldt              | 0     | 0      | 1    | 1     |
| 77. | Jadwiga Kalinowska         | 0     | 0      | 1    | 1     |
| 77. | Dorota Kata                | 0     | 0      | 1    | 1     |
| 77. | Renata Kubisz              | 0     | 0      | 1    | 1     |
| 77. | Agnieszka Leszczyńska      | 0     | 0      | 1    | 1     |
| 77. | Anna Łopaciuch             | 0     | 0      | 1    | 1     |
| 77. | Karolina Łukaszczyk        | 0     | 0      | 1    | 1     |
| 77. | Maria Mąka                 | 0     | 0      | 1    | 1     |
| 77. | Maria Niewodowska          | 0     | 0      | 1    | 1     |
| 77. | Polakowska                 | 0     | 0      | 1    | 1     |
| 77. | Stanisława Pomykalska      | 0     | 0      | 1    | 1     |
| 77. | Krystyna Sładek            | 0     | 0      | 1    | 1     |
| 77. | Iwona Stasiak              | 0     | 0      | 1    | 1     |
| 77. | Joanna Tomoń               | 0     | 0      | 1    | 1     |
| 77. | Wanda Witter               | 0     | 0      | 1    | 1     |
| 77. | Jadwiga Wodnicka           | 0     | 0      | 1    | 1     |
| 77. | Irena Zarzycka             | 0     | 0      | 1    | 1     |
| 77. | Rosita Ziemba              | 0     | 0      | 1    | 1     |
| 77. | Wanda Zwolińska            | 0     | 0      | 1    | 1     |
| 77. | Konstancja Żakowska        | 0     | 0      | 1    | 1     |

## Zmiany nazwisk
Niektóre zawodniczki w trakcie kariery lekkoatletycznej zmieniały nazwiska. Poniżej podane są najpierw nazwiska panieńskie, a następnie po mężu:
Brygida Brzęczek → Brygida Bąk
Anna Bełtowska → Anna Bełtowska-Król
Genowefa Cieślik → Genowefa Minicka
Adrianna Czapla → Adrianna Topolnicka
Dorota Kata → Dorota Ustianowska
Aneta Lemiesz → Aneta Kaczmarek → Aneta Lemiesz
Paulina Mikiewicz → Paulina Mikiewicz-Łapińska
Jadwiga Nowacka → Jadwiga Kalbarczyk
Anna Sabat → Anna Wielgosz
Ewelina Sętowska → Ewelina Sętowska-Dryk
Elżbieta Skowrońska → Elżbieta Katolik
Danuta Sobieska → Danuta Wierzbowska
Agnieszka Sowińska → Agnieszka Leszczyńska
Wanda Stefańska → Wanda Wójtowiec
Otylia Tabacka → Otylia Kałuża
Danuta Urbanik → Danuta Cieślak
Zofia Walkiewicz → Zofia Walasek
Anna Zagórska → Anna Rostkowska